# Thiền viện Sùng Phúc
Thiền viện Sùng Phúc là một thiền viện thuộc dòng thiền Trúc Lâm Yên Tử nằm tại phường Cự Khối, quận Long Biên, thành phố Hà Nội.

## Lịch sử
Thiền viện Sùng Phúc nằm trên đất của một ngôi chùa cổ trước của làng Xuân Đỗ Thượng, tổng Cự Linh, huyện Gia Lâm, tỉnh Bắc Ninh. Chùa được xây dựng vào khoảng thế kỉ XVI-XVII thuộc chốn tổ Đào Xuyên, xã Đa Tốn, huyện Gia Lâm.
Năm 2004, Thiền viện được khánh thành với thiền đường, giảng đường và trai đường cho khoảng 600 Phật tử.

## Hoạt động
Thiền viện là nơi tu tập của không chỉ các Phật tử mà còn là của các thanh thiếu niên Phật tử. Đây cũng là nơi ra đời của Đoàn Thanh niên Phật tử Trần Thái Tông.